# Sisavath Keobounphanh
Sisavath Keobounphanh est un homme politique laotien né le 1er mai 1928 dans la province de Houaphan en Indochine française et mort le 12 mai 2020 à Vientiane (Laos). 
Il est président du Conseil des ministres du Laos entre 1998 et 2001.